# Purunuma
Purunuma ist eine Ortschaft und eine Parroquia rural („ländliches Kirchspiel“) im Kanton Gonzanamá der ecuadorianischen Provinz Loja. Die Parroquia besitzt eine Fläche von 96,95 km². Beim Zensus 2010 wurden 756 Einwohner gezählt.

## Lage
Die Parroquia Purunuma liegt in den Anden im Süden von Ecuador. Das Gebiet liegt in Höhen zwischen 1300 m und 2750 m. Der Río Catamayo sowie dessen linker Nebenfluss Río Chonta begrenzen das Areal im Osten und entwässern dieses. Der 2420 m hoch gelegene Ort Purunuma befindet sich 7 km ostnordöstlich des Kantonsortes Gonzanamá sowie knapp 30 km südwestlich der Provinzhauptstadt Loja.
Die Parroquia Purunuma grenzt im Nordosten an die Parroquia El Tambo (Kanton Catamayo), im Osten an die Parroquia Malacatos (Kanton Loja), im Süden und im Südwesten an die Parroquia Quilanga (Kanton Quilanga), im Westen an die Parroquia Gonzanamá sowie im Nordwesten an die Parroquia Nambacola.

## Geschichte
Die Parroquia Purunuma wurde am 13. September 1911 gegründet.